# Таммел
Та́ммел (англ. Tummel; гэльск. Uisge Theimheil) — река в Шотландии на севере Великобритании, течёт по территории округа Перт-энд-Кинросс. Левый приток среднего течения реки Тей.
Длина реки составляет 29 миль (47 км). Вытекает из восточной оконечности озера Лох-Раннох около населённого пункта Кинлох-Раннох. Течёт через Северо-Шотландское нагорье. От истока на протяжении 32 км преобладающим направлением течения является восток, потом около Питлохри поворачивает на юго-восток и впадает в Тей около населённого пункта Баллинлуиг.